# Kyle Secor
Pour les articles homonymes, voir Secor.
Kyle Secor est un acteur américain, né le 31 mai 1957 à Tacoma, Washington (États-Unis).

## Biographie
Secor est né à Tacoma, Washington, le plus jeune dans la famille avec trois garçons. Il a grandi à Federal Way, près de Tacoma. En 1975, il a terminé Federal Way High School. Enfant, il voulait devenir joueur de basket professionnel, mais il a dû choisir une autre carrière en raison de sa myopie extrême.

## Filmographie
- 1986 - 1987 : Santa Barbara (série télévisée) : Brian Bradford
- 1988 : Tu récolteras la tempête (en) (Inherit the Wind) (TV) : Bertram Cates
- 1988 : Shootdown (TV) : John Moore
- 1989 : The Outside Woman de Lou Antonio (TV) : Jimmy
- 1989 : Les Années copain (Heart of Dixie) de Martin Davidson : Charles Payton 'Tuck' Tucker
- 1991 : Les Nuits avec mon ennemi (Sleeping with the Enemy) : Fleishman
- 1991 : City Slickers : Jeff
- 1991 : Delusion : Chevy
- 1991 : Le Docteur (The Doctor) de Randa Haines : Alan
- 1991 : Chérie, ne m'attends pas pour dîner (Late for Dinner) : Leland Shakes
- 1991 : La Vie, l'Amour, les Vaches : Jeff
- 1992 : In the Line of Duty: Siege at Marion (TV) : Adam Swapp
- 1992 : Middle Ages (série télévisée) : Brian Conover
- 1993 : Silent Victim (TV) : Jed Jackson
- 1993 : Homicide (série télévisée) : Détective Tim Bayliss
- 1993 : Cœur sauvage (Untamed Heart) : Howard
- 1994 : Midnight Runaround (TV) : Dale
- 1994 : Drop Zone : Swoop
- 1995 : La Rivale (Beauty's Revenge) (TV) : Kevin Reese
- 1996 : Her Desperate Choice (TV) : Jim Rossi
- 1998 : Mind Games (TV) : Doug Berrick
- 2000 : Endsville : Caleb Solar
- 2000 : City of Angels (série télévisée) : Raleigh Stewart
- 2000 : Beat : Dave Kammerer
- 2000 : Homicide: The Movie (en) (TV) : Détective Tim Bayliss
- 2001 : Le Souvenir en héritage (Bailey's Mistake) (TV) : Lowell Lenox
- 2001 : Philly (série télévisée) : Daniel X. Cavanaugh
- 2003 : Les Aventuriers des mondes fantastiques (A Wrinkle in Time) de John Kent Harrison : L'homme avec les yeux rouges
- 2004 : Infidelity (TV) : Jim Montet
- 2004 : Veronica Mars (série télévisée) : Jake Kane
- 2005-2006: Commander in Chief (série télévisée) de Rod Lurie : Rod Calloway, First Gentleman
- 2007 : Hidden Palms : Enfer au paradis (série télévisée) : Alan Skip Matthews
- 2009 : FBI : Duo très spécial (saison 1, épisode 10) : Dr Wayne Powell
- 2010 : Mon ex-futur mari (série télévisée) : Monsieur Slauson
- 2016 : American Nightmare 3 : Élections (The Purge 3) : le révérend Edwidge Owens
- 2017 : Confess (série télévisée) : Callahan Gentry
- 2018 : Flash : Thomas Snow